# شپرنهاگن
شپرنهاگن (به آلمانی: Spreenhagen) یک شهر در آلمان است که در اودر-اشپری واقع شده‌است. شپرنهاگن ۳٬۵۳۴ نفر جمعیت دارد.